# Teatro romano di Orange
Il teatro romano di Arausio è un antico teatro situato ad Orange (Provenza-Alpi-Costa Azzurra), nella Francia del sud. La struttura è attualmente gestita dal comune e viene utilizzata d'estate per la manifestazione Chorégies d'Orange. Dal 1862 è classificato come Monumento storico di Francia.

## Storia

### Epoca romana
È uno dei teatri romani meglio conservati al mondo, e venne costruito presso il foro della colonia di Arausio (Colonia Iulia Firma Secundanorum Arausio, ovvero "la colonia giuliana (in onore di Giulio Cesare) di Arausio fondata dai soldati della seconda legione").
L'edificio venne definitivamente abbandonato dopo il 391 e nel Medioevo divenne un avamposto difensivo, mentre nel XVI secolo, durante le guerre di religione in Francia, venne tramutato in un rifugio per la popolazione.

### Restauri e festival d'Orange

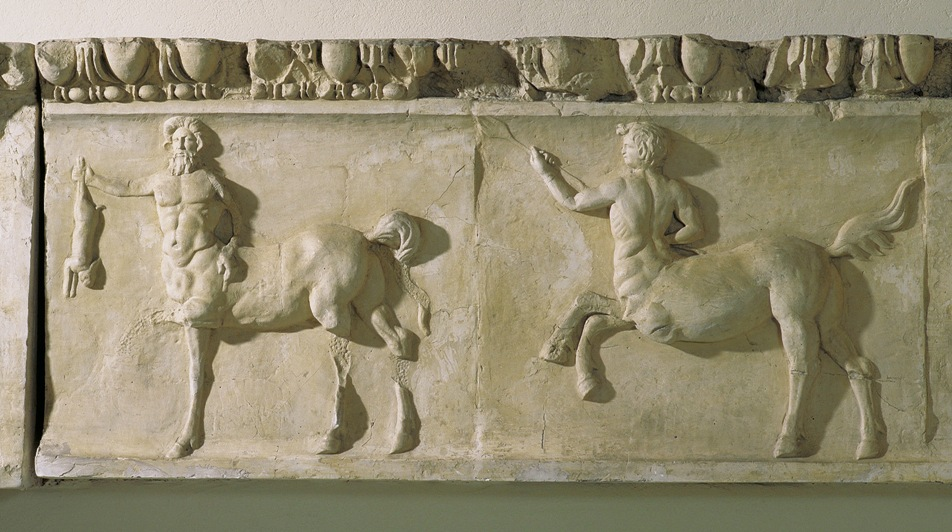
Fregio con centauri

Durante il XIX secolo il teatro venne progressivamente restaurato, grazie agli interventi di Prosper Mérimée, che deteneva in quel periodo la carica di direttore dei Monuments historiques (1825 e 1869) e dell'architetto Jean Camille Formigé. Il teatro divenne la sede del "festival romano", che nacque per celebrare la gloria di Roma, in cui venne anche eseguita l'opera Joseph di Étienne Nicolas Méhul. Vi recitò anche Sarah Bernhardt che si esibì con Phèdre nel 1903.
Alla fine dell'Ottocento vennero restaurati i posti a sedere, mentre nel 1902 il festival venne rinominato Chorégies e riproposto annualmente come rappresentazione estiva. Il nome deriva dalla tassa che veniva imposta ai ricchi romani per il mantenimento dei teatri e la paga degli attori. Dal 1969 la manifestazione Chorégies d'Orange divenne aperta anche per opere, sinfonie e altri tipi di spettacoli musicali e le opere teatrali vennero spostate ad Avignone. Presso il teatro un piccolo museo che espone i reperti scoperti durante i lavori di restauro del teatro e del foro. Recentemente la parte superiore della scena è stata ricoperta integralmente con materiali moderni, a scopo conservativo.

## Immagini del teatro

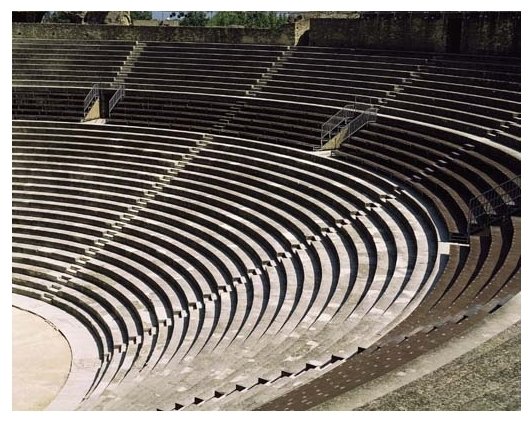
La cavea
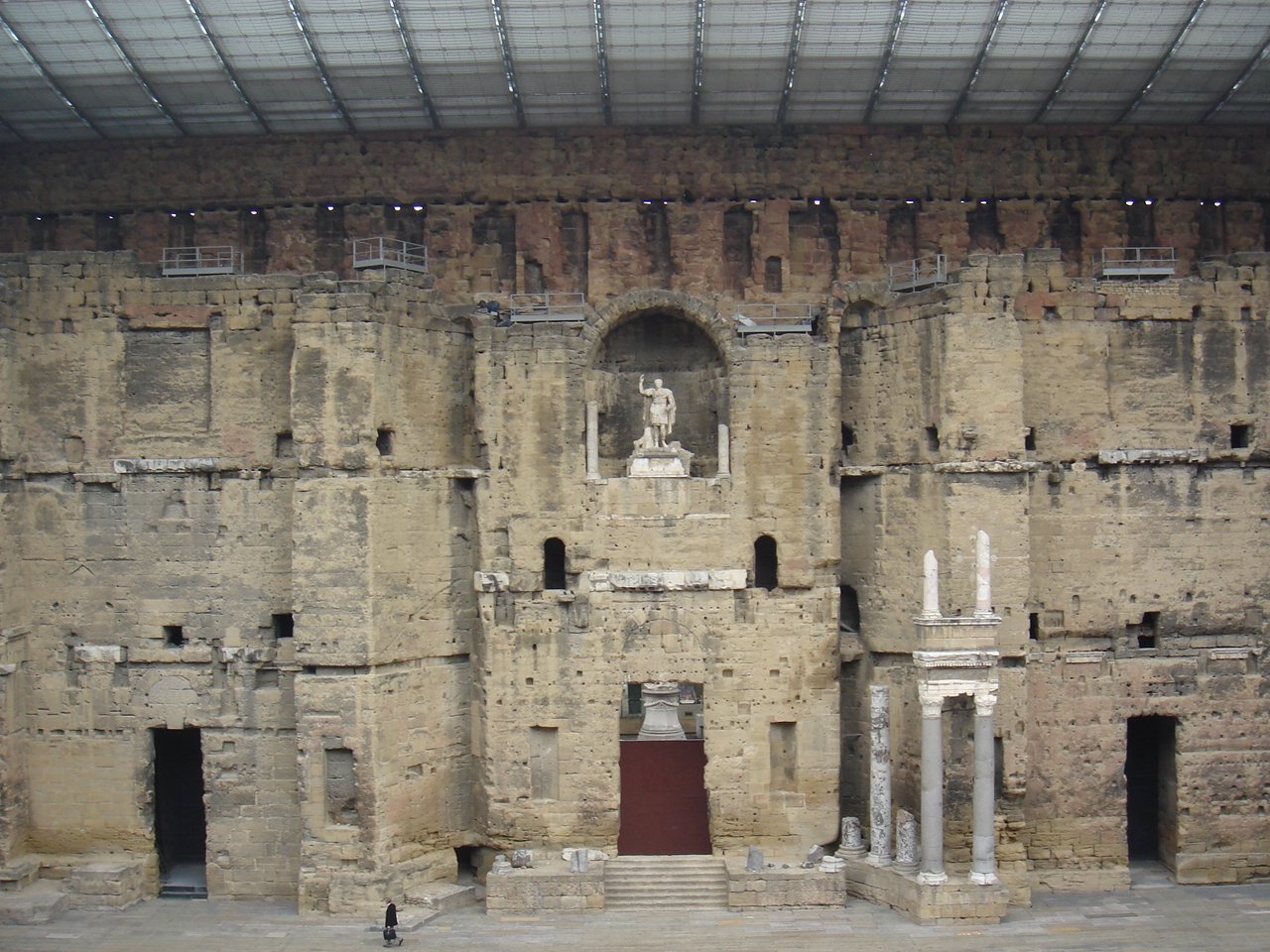
La scena con la statua di Augusto e le tre colonne superstiti
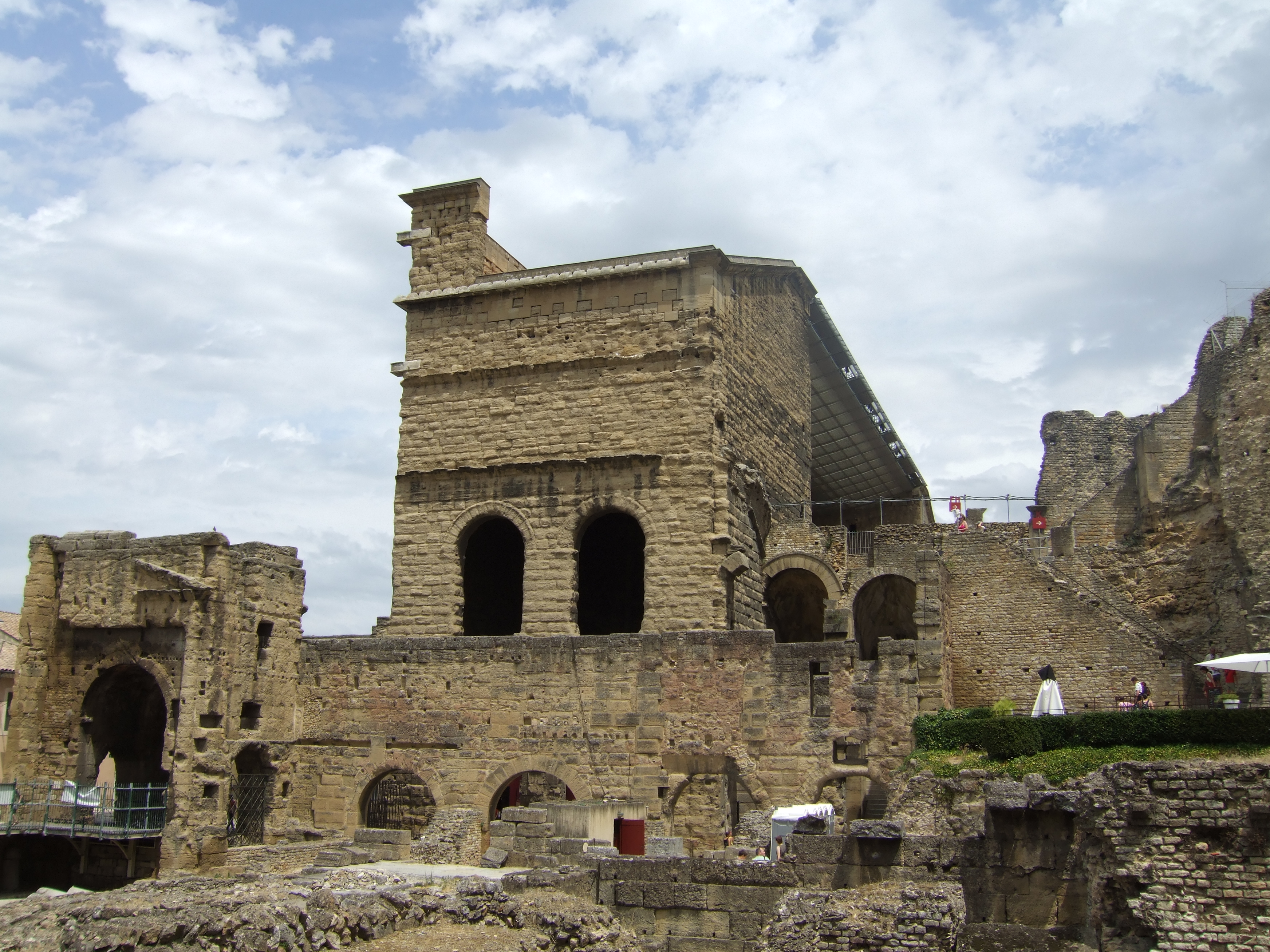
Lato destro (esterno) del teatro e scavi